# Ecitocobius
Ecitocobius comissator es una especie de araña araneomorfa de la familia Corinnidae. Es el único miembro del género monotípico Ecitocobius. Se encuentra en Brasil en el Estado de Amazonas.